# Хандек
Хандек (азерб. Xəndək) — село в административно-территориальном округе села Мурадханлы Губадлинского района Азербайджана. Село расположено на берегу реки Акера.

## История
По данным «Свода статистических данных о населении Закавказского края, извлеченных из посемейных списков 1886 года», в селе Хандакъ Хандакского сельского округа Зангезурского уезда Елизаветпольской губернии было 38 дымов и проживало 164 азербайджанца (в источнике — «татарина»), шиитского вероисповедания, все из которых являлись владельческими крестьянами.
В ходе Первой карабахской войны, в 1993 году село было занято армянскими вооружёнными силами, и до ноября 2020 года находилось под контролем непризнанной НКР. Согласно административно-территориальному делению НКР, село находилось в Кашатагском районе и называлось Вургаван. 9 ноября 2020 года, в ходе Второй карабахской войны, президент Азербайджана объявил об освобождении села Хендек вооружёнными силами Азербайджана.